# Bahnradsport-Weltmeisterschaften 1999
Die Bahnradsport-Weltmeisterschaften 1999 fanden vom 20. bis 24. Oktober 1999 im Velodrom in Berlin statt. 33 Nationen waren am Start.
Diese Titelkämpfe erlebten einen Konkurrenzkampf der beiden dominierenden Bahnrad-Nationen, Frankreich und Deutschland. Sportler dieser beiden Länder gewannen 21 von möglichen 36 Medaillen. Allein zwei Goldmedaillen gingen an den Franzosen Arnaud Tournant, im 1000-m-Zeitfahren sowie im Olympischen Sprint, aber auch an den Deutschen Robert Bartko, in der Einerverfolgung sowie mit dem Bahnvierer. Der Deutsche Jens Fiedler gewann eine Gold- (Keirin) sowie eine Silbermedaille (Sprint).
Bei den Frauen dominierten die Französinnen Felicia Ballanger mit je einer Goldmedaille im Sprint und Zeitfahren – damit gelang ihr dieser Doppelsieg zum fünften Mal in Folge – sowie ihre Mannschaftskollegin Marion Clignet mit WM-Titeln im Punktefahren und der Einerverfolgung.

## Resultate Frauen
| Disziplin                | Platz | Land                | Athlet            |
| ------------------------ | ----- | ------------------- | ----------------- |
| Sprint                   | 1     | Frankreich          | Felicia Ballanger |
|                          | 2     | Australien          | Michelle Ferris   |
|                          | 3     | Kanada              | Tanya Dubnicoff   |
| Zeitfahren (500 m)       | 1     | Frankreich          | Felicia Ballanger |
|                          | 2     | China Volksrepublik | Jiang Cuihua      |
|                          | 3     | Deutschland         | Ulrike Weichelt   |
| Einerverfolgung (3000 m) | 1     | Frankreich          | Marion Clignet    |
|                          | 2     | Deutschland         | Judith Arndt      |
|                          | 3     | Litauen 1989        | Rasa Mazeikyte    |
| Punktefahren             | 1     | Frankreich          | Marion Clignet    |
|                          | 2     | Deutschland         | Judith Arndt      |
|                          | 3     | Neuseeland          | Sarah Ulmer       |

## Resultate Männer

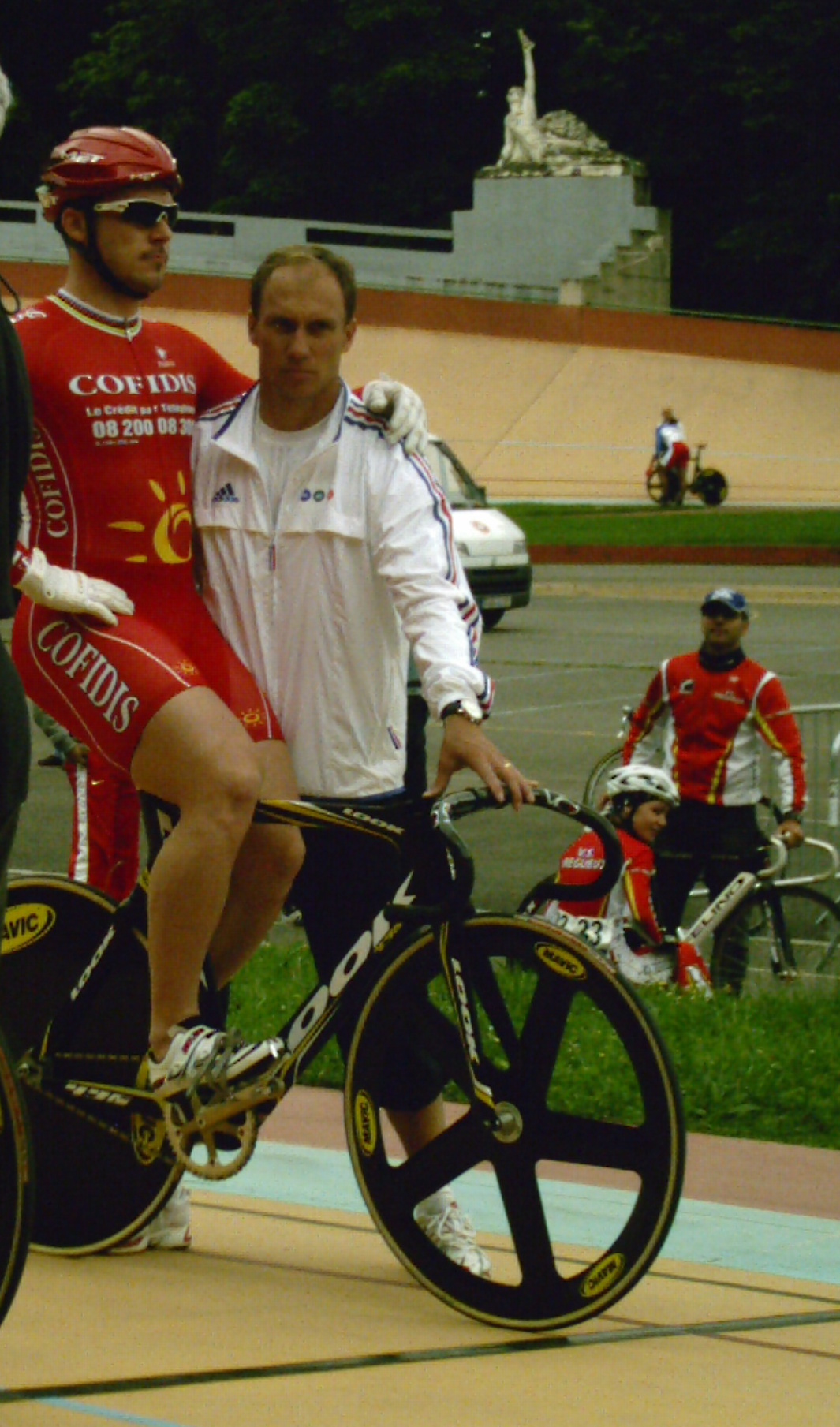
Arnaud Tournant (hier im Juni 2008) gewann in Berlin zwei Goldmedaillen, sein heutiger Trainer Florian Rousseau (r.) wurde 1999 gemeinsam mit ihm Weltmeister im Olympischen Sprint.

| Disziplin                      | Platz | Land                   | Athlet                                                                               |
| ------------------------------ | ----- | ---------------------- | ------------------------------------------------------------------------------------ |
| Sprint                         | 1     | Frankreich             | Laurent Gané                                                                         |
|                                | 2     | Deutschland            | Jens Fiedler                                                                         |
|                                | 3     | Frankreich             | Florian Rousseau                                                                     |
| Zeitfahren (1000 m)            | 1     | Frankreich             | Arnaud Tournant                                                                      |
|                                | 2     | Australien             | Shane Kelly                                                                          |
|                                | 3     | Deutschland            | Stefan Nimke                                                                         |
| Keirin                         | 1     | Deutschland            | Jens Fiedler                                                                         |
|                                | 2     | Neuseeland             | Anthony Peden                                                                        |
|                                | 3     | Frankreich             | Frédéric Magné                                                                       |
| Olympischer Sprint             | 1     | Frankreich             | Laurent Gané/Florian Rousseau/Arnaud Tournant                                        |
|                                | 2     | Vereinigtes Konigreich | Chris Hoy/Craig MacLean/Jason Queally                                                |
|                                | 3     | Deutschland            | Jens Fiedler/Sören Lausberg/Stefan Nimke                                             |
| Einerverfolgung (4000 m)       | 1     | Deutschland            | Robert Bartko                                                                        |
|                                | 2     | Deutschland            | Jens Lehmann                                                                         |
|                                | 3     | Italien                | Mauro Trentini                                                                       |
| Mannschaftsverfolgung (4000 m) | 1     | Deutschland            | Robert Bartko/Daniel Becke/Guido Fulst/ Christian Lademann/Jens Lehmann/Olaf Pollack |
|                                | 2     | Frankreich             | Cyril Bos/Philippe Ermenault/Francis Moreau/Jérôme Neuville                          |
|                                | 3     | Russland               | Wladislaw Borissow/Eduard Grizun/Alexej Markow/Denis Smyslow                         |
| Punktefahren (50 km)           | 1     | Schweiz                | Bruno Risi                                                                           |
|                                | 2     | Ukraine                | Wassyl Jakowlew                                                                      |
|                                | 3     | Korea Sud              | Cho Ho-sung                                                                          |
| Zweier-Mannschaftsfahren       | 1     | Spanien                | Joan Llaneras/Isaac Gálvez                                                           |
|                                | 2     | Danemark               | Jimmi Madsen/Jakob Piil                                                              |
|                                | 3     | Deutschland            | Andreas Kappes/Olaf Pollack                                                          |

## Medaillenspiegel
| Rang | Land                | Gold | Silber | Bronze | Gesamt |
| ---- | ------------------- | ---- | ------ | ------ | ------ |
| 1    | Frankreich          | 7    | 1      | 2      | 10     |
| 2    | Deutschland         | 3    | 4      | 4      | 11     |
| 3    | Schweiz             | 1    |        |        | 1      |
| 3    | Spanien             | 1    |        |        | 1      |
| 5    | Australien          |      | 2      |        | 2      |
| 6    | Neuseeland          |      | 1      | 1      | 2      |
| 7    | Großbritannien      |      | 1      |        | 1      |
| 7    | Volksrepublik China |      | 1      |        | 1      |
| 7    | Dänemark            |      | 1      |        | 1      |
| 7    | Ukraine             |      | 1      |        | 1      |
| 11   | Kanada              |      |        | 1      | 1      |
| 11   | Russland            |      |        | 1      | 1      |
| 11   | Italien             |      |        | 1      | 1      |
| 11   | Südkorea            |      |        | 1      | 1      |
| 11   | Litauen             |      |        | 1      | 1      |